# Neriene
Neriene es un género de arañas araneomorfas de la familia Linyphiidae. Se encuentra en Eurasia, África y Norteamérica. 

## Lista de especies
Según The World Spider Catalog 12.0:
- Neriene albolimbata (Karsch, 1879)
- Neriene amiculata (Simon, 1905)
- Neriene angulifera (Schenkel, 1953)
- Neriene aquilirostralis Chen & Zhu, 1989
- Neriene beccarii (Thorell, 1890)
- Neriene birmanica (Thorell, 1887)
- Neriene brongersmai van Helsdingen, 1969
- Neriene calozonata Chen & Zhu, 1989
- Neriene cavaleriei (Schenkel, 1963)
- Neriene clathrata (Sundevall, 1830)
- Neriene comoroensis Locket, 1980
- Neriene compta Zhu & Sha, 1986
- Neriene conica (Locket, 1968)
- Neriene coosa (Gertsch, 1951)
- Neriene decormaculata Chen & Zhu, 1988
- Neriene digna (Keyserling, 1886)
- Neriene emphana (Walckenaer, 1842)
- Neriene flammea van Helsdingen, 1969
- Neriene furtiva (O. Pickard-Cambridge, 1871)
- Neriene fusca (Oi, 1960)
- Neriene gyirongana Hu, 2001
- Neriene hammeni (van Helsdingen, 1963)
- Neriene helsdingeni (Locket, 1968)
- Neriene herbosa (Oi, 1960)
- Neriene japonica (Oi, 1960)
- Neriene jinjooensis Paik, 1991
- Neriene kartala Jocqué, 1985
- Neriene katyae van Helsdingen, 1969
- Neriene kibonotensis (Tullgren, 1910)
- Neriene kimyongkii (Paik, 1965)
- Neriene limbatinella (Bösenberg & Strand, 1906)
- Neriene litigiosa (Keyserling, 1886)
- Neriene liupanensis Tang & Song, 1992
- Neriene longipedella (Bösenberg & Strand, 1906)
- Neriene macella (Thorell, 1898)
- Neriene marginella (Oi, 1960)
- Neriene montana (Clerck, 1757)
- Neriene natalensis van Helsdingen, 1969
- Neriene nigripectoris (Oi, 1960)
- Neriene nitens Zhu & Chen, 1991
- Neriene obtusa (Locket, 1968)
- Neriene obtusoides Bosmans & Jocqué, 1983
- Neriene oidedicata van Helsdingen, 1969
- Neriene oxycera Tu & Li, 2006
- Neriene peltata (Wider, 1834)
- Neriene poculiforma Liu & Chen, 2010
- Neriene radiata (Walckenaer, 1842)
- Neriene redacta Chamberlin, 1925
- Neriene strandia (Blauvelt, 1936)
- Neriene subarctica Marusik, 1991
- Neriene sundaica (Simon, 1905)
- Neriene variabilis (Banks, 1892)
- Neriene yani Chen & Yin, 1999
- Neriene zanhuangica Zhu & Tu, 1986
- Neriene zhui Chen & Li, 1995